# Ruesnes
Ruesnes är en kommun i departementet Nord i regionen Hauts-de-France i norra Frankrike. Kommunen ligger i kantonen Le Quesnoy-Est som tillhör arrondissementet Avesnes-sur-Helpe. År 2022 hade Ruesnes 452 invånare.

## Befolkningsutveckling
Antalet invånare i kommunen Ruesnes
| Referens: INSEE |